# Gilles Veissière
Gilles Veissière (Nice, 18 september 1959) is een voormalig voetbalscheidsrechter uit Frankrijk. Veissière floot op het Wereldkampioenschap voetbal 2002 twee wedstrijden. Ook floot hij twee wedstrijden op het EK 2000 en het EK 2004.

## Interlands
| Datum            | Plaats                 | Wedstrijd                             | Uitslag | Competitie        | Kreeg geel | Kreeg voor de tweede keer geel en dus rood | Weggestuurd |
| ---------------- | ---------------------- | ------------------------------------- | ------- | ----------------- | ---------- | ------------------------------------------ | ----------- |
| 29 maart 1994    | Valencia, Spanje       | Spanje – Kroatië                      | 0 – 2   | Vriendschappelijk | 3          | 0                                          | 0           |
| 13 april 1994    | Cannes, Frankrijk      | Polen – Saoedi-Arabië                 | 1 – 0   | Vriendschappelijk | 0          | 0                                          | 0           |
| 22 februari 1995 | Eindhoven, Nederland   | Nederland – Portugal                  | 0 – 1   | Vriendschappelijk | 4          | 0                                          | 0           |
| 29 maart 1995    | Ostrava, Tsjechië      | Tsjechië – Wit-Rusland                | 4 – 2   | EK-kwalificatie   | 3          | 0                                          | 0           |
| 15 november 1995 | Kopenhagen, Denemarken | Denemarken – Armenië                  | 3 – 1   | EK-kwalificatie   | 0          | 0                                          | 0           |
| 29 maart 1997    | Triëst, Italië         | Italië – Moldavië                     | 3 – 0   | WK-kwalificatie   | 1          | 0                                          | 0           |
| 11 oktober 1997  | Athene, Griekenland    | Griekenland – Denemarken              | 0 – 0   | WK-kwalificatie   | ?          | ?                                          | ?           |
| 13 mei 1998      | Cannes, Frankrijk      | IJsland – Saoedi-Arabië               | 1 – 1   | Vriendschappelijk | ?          | ?                                          | ?           |
| 3 juni 1998      | Santander, Spanje      | Spanje – Noord-Ierland                | 4 – 1   | Vriendschappelijk | 0          | 0                                          | 0           |
| 10 februari 1999 | Split, Kroatië         | Kroatië – Denemarken                  | 0 – 1   | Vriendschappelijk | 2          | 0                                          | 0           |
| 27 maart 1999    | Valencia, Spanje       | Spanje – Oostenrijk                   | 9 – 0   | EK-kwalificatie   | 5          | 0                                          | 0           |
| 8 september 1999 | Oslo, Noorwegen        | Noorwegen – Slovenië                  | 4 – 0   | EK-kwalificatie   | 6          | 0                                          | 1           |
| 17 november 1999 | Bursa, Turkije         | Turkije – Ierland                     | 0 – 0   | EK-kwalificatie   | 0          | 0                                          | 0           |
| 17 juni 2000     | Arnhem, Nederland      | Roemenië – Portugal                   | 0 – 1   | EK-eindronde      | 4          | 0                                          | 0           |
| 21 juni 2000     | Brugge, België         | Joegoslavië – Spanje                  | 3 – 4   | EK-eindronde      | 5          | 1                                          | 0           |
| 11 oktober 2001  | Zagreb, Kroatië        | Kroatië – Schotland                   | 1 – 1   | WK-kwalificatie   | 5          | 0                                          | 0           |
| 6 juni 2001      | Tirana, Albanië        | Albanië – Duitsland                   | 0 – 2   | WK-kwalificatie   | 5          | 0                                          | 2           |
| 2 juni 2002      | Ibaraki, Japan         | Argentinië – Nigeria                  | 1 – 0   | WK-eindronde      | 3          | 0                                          | 0           |
| 14 juni 2002     | Osaka, Japan           | Tunesië – Japan                       | 0 – 2   | WK-eindronde      | 2          | 0                                          | 0           |
| 16 oktober 2002  | Cardiff, Wales         | Wales – Italië                        | 2 – 1   | EK-kwalificatie   | 4          | 0                                          | 0           |
| 11 juni 2003     | Solna, Zweden          | Zweden – Polen                        | 3 – 0   | EK-kwalificatie   | 3          | 0                                          | 0           |
| 11 oktober 2003  | Zagreb, Kroatië        | Kroatië – Bulgarije                   | 1 – 0   | EK-kwalificatie   | 2          | 0                                          | 0           |
| 15 november 2003 | Riga, Letland          | Letland – Turkije                     | 1 – 0   | EK-kwalificatie   | 5          | 1                                          | 0           |
| 15 juni 2004     | Aveiro, Portugal       | Tsjechië – Letland                    | 2 – 1   | EK-eindronde      | 0          | 0                                          | 0           |
| 20 juni 2004     | Faro, Portugal         | Rusland – Griekenland                 | 2 – 1   | EK-eindronde      | 8          | 0                                          | 0           |
| 9 oktober 2004   | Sarajevo, Bosnië       | Bosnië en Her. – Servië en Montenegro | 0 – 0   | WK-kwalificatie   | 2          | 0                                          | 0           |